# 3751 Kiang
3751 Kiang eller 1983 NK är en asteroid i huvudbältet som upptäcktes den 10 juli 1983 av den amerikanske astronomen Edward L.G. Bowell vid Anderson Mesa Station. Den är uppkallad efter astronomen Tao Kiang.
Asteroiden har en diameter på ungefär 24 kilometer.